# Elisabeth Liefmann-Keil
Elisabeth Liefmann-Keil (* 4. Juni 1908 in Halle (Saale); † 16. August 1975 in Saarbrücken) war eine deutsche Volkswirtin. 1956 erhielt sie als erste Frau eine ordentliche Professur an der Universität des Saarlandes.

## Leben
Ihr Vater Harry Liefmann (1877–1915), Privatdozent für Bakteriologie und Hygiene an der Universität Halle, starb im Ersten Weltkrieg als Marinestabsarzt an der Ostfront. Seine Witwe Agathe (1889–1969) zog daraufhin mit ihren beiden kleinen Töchtern nach Freiburg im Breisgau, wo ihr Mann Verwandte hatte. Bei einem Fliegerangriff im April 1917 wurde Elisabeth durch eine Bombenexplosion verletzt und zog sich ein lebenslanges Nervenleiden zu. 1930 begann sie ein Studium der Nationalökonomie an der Albert-Ludwigs-Universität Freiburg, das sie im Sommersemester 1933 mit der Diplomprüfung abschloss. Nach der Machtergreifung der Nationalsozialisten war sie als „Halbjüdin“ Repressionen ausgesetzt, gegen einen Ausschluss aus der Deutschen Studentenschaft konnte sie sich jedoch unter Verweis auf ihre Kriegsbeschädigung und den Kriegstod ihres Vaters mit Erfolg zur Wehr setzen. Am 20. September 1936 wurde sie mit der Arbeit Organisierte Konkurrenz-Preisbildung, einer preis- und markttheoretischen Analyse des Woll- und Baumwollmarktes, promoviert. Ihr Doktorvater war Adolf Lampe, Zweitgutachter Walter Eucken. Eine Habilitation erwies sich aufgrund der politischen Umstände als unmöglich. Obwohl Familienmitglieder wie ihr Onkel Robert Liefmann deportiert wurden, lehnte sie eine Emigration ab. Inoffiziell konnte sie von 1942 bis 1944 Kurse an der Universität geben, Veröffentlichungen in Fachzeitschriften waren ihr ab 1943 aber nicht mehr möglich. Erst nach Kriegsende konnte sie ihre Habilitationsschrift Die Wohnungswirtschaft in der Volkswirtschaft einreichen und erhielt am 25. Juni 1946 die Venia Legendi. Am 10. November 1949 wurde sie in Freiburg zur außerplanmäßigen Professorin ernannt, ihr erster Doktorand war Otto Schlecht im Wintersemester 1950/51. Als Rockefeller-Stipendiatin unternahm sie Forschungsreisen in die USA, England und Skandinavien.
1956 nahm sie einen Ruf an die Universität des Saarlandes an, Angebote der Universitäten Rostock und Halle lehnte sie ab. 1961 erschien ihr Buch Ökonomische Theorie der Sozialpolitik, das als bedeutende theoretische Grundlegung der Sozialpolitik ordoliberaler Prägung gilt. Von 1961 bis zu ihrer Emeritierung im Wintersemester 1974/75 leitete sie in Saarbrücken das Institut für Sozial- und Wirtschaftspolitik. Im Alter von 67 Jahren starb sie an den Folgen eines Unfalls, den sie im Januar 1974 erlitten hatte. Sie blieb unverheiratet und kinderlos.

## Veröffentlichungen
- Organisierte Konkurrenzpreisbildung. Grosshandelsversteigerung und Warenbörse. Buske, Leipzig 1936.
- (mit Bernhard Pfister): Die wirtschaftliche Verarmung Deutschlands. Verarmungsprozess oder Aufbau? Gutachten. Deutscher Caritas-Verband, Freiburg/Br. 1947.
- Produktivitätsorientierte Lohnpolitik. In: Weltwirtschaftliches Archiv, Bd. 76 (1956), S. 240–266. 7
- Ökonomische Theorie der Sozialpolitik. Springer, Berlin 1961.

- Einführung in die politische Ökonomie. Herder, Freiburg/Br. 1964.
- Gegenwart und Zukunft der sozialen Altersvorsorge. Vandenhoeck & Ruprecht, Göttingen 1967.
- Der Arzneimittelmarkt im Rahmen der Weiterentwicklung der gesetzlichen Krankenversicherung (= Wirtschaftsrecht und Wirtschaftspolitik, Bd. 36). Athenäum-Verlag, Frankfurt/M. 1973, ISBN 3-7610-3136-X.